# Toninia philippea
Toninia philippea är en lavart som först beskrevs av Jean François Montagne, och fick sitt nu gällande namn av Timdal. Toninia philippea ingår i släktet Toninia och familjen Ramalinaceae.   Inga underarter finns listade i Catalogue of Life.